# اسرائیلی‌های نیوزیلند
اسرائیلی‌های نیوزیلند (انگلیسی: Israeli New Zealanders) به شهروندان اسرائیلی که در نیوزیلند اقامت دائمی دارند اشاره می‌کند. حدود ۱٬۳۵۳ اسرائیلی در نیوزیلند زندگی می‌کنند. بیشتر اسرائیلی‌های نیوزیلند یهودی هستند.
بیشتر اسرائیلی‌های نیوزیلند در عبری و انگلیسی مهارت دارند.
هر تابستان هزاران اسرائیلی از نیوزیلند دیدن می‌کنند.